# Октябрь (Буда-Кошелёвский район)
Октябрь (бел. Акцябр; до 30 декабря 1961 года — Сталино) — агрогородок в Буда-Кошелёвском районе Гомельской области Беларуси. Административный центр Октябрьского сельсовета.

## География

### Расположение
В 22 км на юго-восток от Буда-Кошелёво, 15 км от железнодорожной станции Лазурная (на линии Жлобин — Гомель), 26 км от Гомеля.

### Гидрография
На севере мелиоративный канал.

## Транспортная сеть
Расположена на шоссе Довск — Гомель.
Планировка состоит из прямолинейной улицы, ориентированной с юго-запада на северо-восток, к которой на востоке присоединяется широтная улица, на западе улица почти меридиональной ориентации (с обеих сторон шоссе). Застройка двусторонняя, деревянными домами усадебного типа.
В 1987 году построены кирпичные дома на 50 семей, в которые были заселены жители из мест, загрязнённых радиацией после Чернобыльской катастрофы.

## История
Обнаруженный археологами курганный могильник (9 насыпей, на северо-восточной окраине) свидетельствует о заселении здешних мест с давних времён. Современная деревня основана в начале 1920-х годов переселенцами с соседних деревень на бывших помещичьих землях.
С 8 декабря 1926 года центр Октябрьского сельсовета Уваровичского, с 17 апреля 1962 года Буда-Кошелевского района Гомельского (до 26 июля 1930 года) округа, с 20 февраля 1938 года Гомельской области.
В 1930 году организован колхоз «Пробуждение», работали кузница и ветряная мельница. Во время Великой Отечественной войны оккупанты убили 11 жителей. В боях около деревни погибли 11 советских солдат (похоронены в братской могиле в центре деревни), 49 жителей деревни погибли на фронте. В 1959 году центр совхоза «Краснооктябрьский», находилось отделение связи, Дом культуры, библиотека, средняя школа, фельдшерско-акушерский пункт, детский сад.
В состав Октябрьского сельсовета входили ныне не существующие: до 1967 года посёлок Первомайск, до 1969 года посёлки Волков, Гром, до 1961 года посёлок Орёл, до 1987 года посёлок Луч.

## Население
- 1926 год — 6 дворов, 43 жителя.
- 1959 год — 403 жителя (согласно переписи).
- 2004 год — 335 хозяйств, 881 житель.

## Культура
- Музейная комната ГУО «Октябрьская СШ»

## Достопримечательность
- Курганный могильник периода Средневековья (X–XIII вв.) —  Историко-культурная ценность Республики Беларусь, шифр 313В000871

## Известные лица
- Голубев М. Н. — мистер юрфак БГУ 2021 года
- Шваяков К. В. — главный архитектор Октябрьской средней школы